# Grote Kerk (Ternaard)
De Grote kerk van Ternaard (Fries: Grutte Tsjerke van Ternaard) is een monumentale gotische kerk in Ternaard in de Nederlandse provincie Friesland.

## Geschiedenis
De laatgotische kerk werd gebouwd omstreeks het midden van de 16e eeuw. Het schip telt negen traveeën, waarvan de steunberen in 1792 werden vernieuwd. De toren dateert uit een veel latere tijd. Hij werd in 1871 gebouwd in neoclassicistische stijl als vervanging van de oude zadeldaktoren.
Het interieur van de kerk dateert voor een deel uit de 17e eeuw. Zowel de preekstoel als de herenbank voor de familie Aylva dateren uit deze periode. De familie Aylva bezat twee staten nabij Ternaard, de Aylva State en de Herwey State. In de kerk bevinden zich de grafzerken met renaissanceornamenten voor de in 1627 overleden grietman van West- en Oostdongeradeel en gedeputeerde van Friesland van Ernst Douwes van Aylva en zijn in 1596 overleden echtgenote Ydt van Herema. Zij bewoonden de Herwey State. De familiewapens van deze vroeger invloedrijke familie in Ternaard bevinden zich op de galerij in de kerk. Het orgel uit 1864 is gemaakt door L. van Dam en Zonen.
De kerk is erkend als een rijksmonument.